# Spitzhorn
Le Spitzhorn est un sommet des Alpes suisses culminant à 2 806 mètres d'altitude.

## Géographie
Le Spitzhorn est le sommet le plus septentrional d'une ligne de crête se trouvant à l'est du lac du Sanetsch. Il se trouve au sud-est du village de Gsteig.